# فرنچ کریک (ویرجینیای غربی)
فرنچ کریک (به انگلیسی: French Creek) یک منطقهٔ مسکونی در ایالات متحده آمریکا است که در شهرستان آپشور، ویرجینیای غربی واقع شده‌است. فرنچ کریک ۴۴۵٫۰۱ متر بالاتر از سطح دریا واقع شده‌است.